# Synodontis multipunctatus
Synodontis multipunctatus, ook genaamd Koekoeksmeerval of koekoeks(kat)vis, is een straalvinnige vissensoort uit de familie van de baardmeervallen (Mochokidae)., en is afkomstig vanuit het Tanganyikameer .
Volgens cichlidekwekers kan men een echte Synodontis multipunctatus herkennen aan de rugvin, die bestaat uit een zwart driehoekje met aan de achterkant een witte zoom.
De koekoeksmeerval heeft zoals de koekoek, de onhebbelijke gewoonte haar eieren door een ander te laten uitbroeden.
De wetenschappelijke naam van de soort is voor het eerst geldig gepubliceerd in 1898 door Boulenger.